# Metahaiweeite
La metahaiweeite è un minerale.